# David Bryce
Pour les articles homonymes, voir Bryce.
David Bryce (3 avril 1803 – 7 mai 1876) est un architecte écossais.

## Biographie
David Bryce est né au 5 South College Street à Édimbourg, fils de David Bryce (1763-1816), un épicier qui s'intéresse à l'architecture. Il fait ses études à la Royal High School et rejoint le bureau de l'architecte William Burn en 1825, à l'âge de 22 ans. En 1841, Bryce devient l'associé de Burn, jusqu'en 1845, où il est dissous en raison de différends concernant la construction de l'église St Mary, Dalkeith, Midlothian, pour le duc de Buccleuch.
Burn part à Londres et Bryce a une activité très vaste et croissante presque jusqu'à sa mort. Il atteint la première place dans sa profession en Écosse et conçoit d'importants travaux dans la plupart des principales villes du pays.
En 1835, il est élu associé de la Royal Scottish Academy et, l'année suivante, devient académicien. Il est également membre du Royal Institute of British Architects, de l'Architectural Institute of Scotland, de la Royal Society of Edinburgh, et officie pendant plusieurs années en tant que grand architecte de la Grande Loge des Maçons d'Écosse. Il décède le 7 mai 1876, des suites d'une courte maladie causée par une bronchite, laissant de nombreux travaux importants en cours, qui sont achevés sous la direction de son neveu, qui était son associé depuis quelques années, et qui lui succède. Il est mort célibataire, mais a eu un fils avec sa conjointe de fait, Janet Tod (1797-1884), David Bryce Tod, qu'il a reconnu plus tard et dans son testament.
Il est enterré au cimetière de New Calton à Édimbourg, juste à l'ouest du chemin principal nord-sud aux côtés de son neveu, John Bryce, également architecte.

## Franc-maçonnerie
Bryce est initié à la franc-maçonnerie écossaise dans la Loge Roman Eagle, n° 160 (Édimbourg). Il est ensuite membre affilié de la Lodge St James Operative, n°97, également à Édimbourg. Il sert, conjointement, comme Grand Architecte de la Grande Loge des Maçons Libres et Acceptés d'Écosse, avec son mentor, William Burn, de 1845 à 1850 et seul de 1851 jusqu'à sa mort. Il s'est également intéressé à une autre branche de la franc-maçonnerie connue sous le nom de Royal Arch. Il est initié au chapitre d'Édimbourg St Andrew, n°83.

## Évaluation
Sa renommée est principalement due à sa capacité à faire revivre le pittoresque gothique français, aujourd'hui naturalisé en Écosse sous le nom de Baronial ; le rapport annuel de la Royal Scottish Academy de l'année de sa mort disait "il ne fait aucun doute que son nom sera longtemps honorablement associé à ce qu'il y a de meilleur et de plus caractéristique dans l'architecture domestique des temps ultérieurs".
Avec des commandes pour plus de 230 bâtiments au cours de sa carrière, Bryce est surtout connu pour avoir perfectionné le style baronnial écossais, avec lequel il est le pionnier du développement de grandes maisons de campagne comme Craigends House dans le Renfrewshire. Ses créations s'inspirent de l'architecture écossaise du XVIe siècle, notamment des pignons à marches de corbeau, des tourelles et des portes sculptées.
Dans ses banques et ses bâtiments publics, il préfère utiliser des styles classiques à l'italienne similaires à ceux de Charles Barry - sa conception pour le Fettes College d'Édimbourg est l'une des premières à faire revivre le style des châteaux français,,,.

## Galerie d'œuvres architecturales

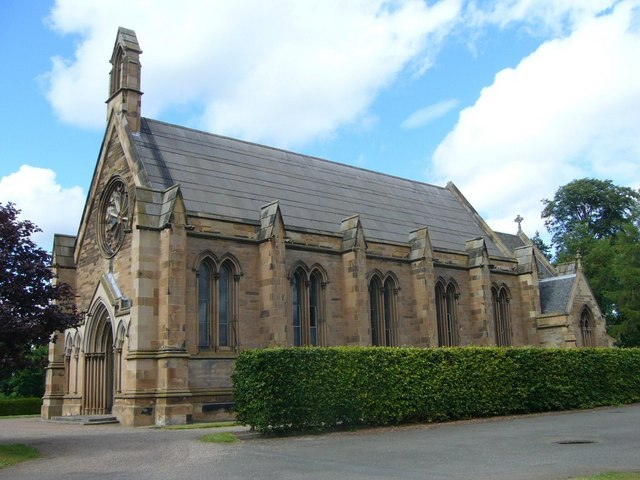
Église Sainte-Marie, parc Dalkeith
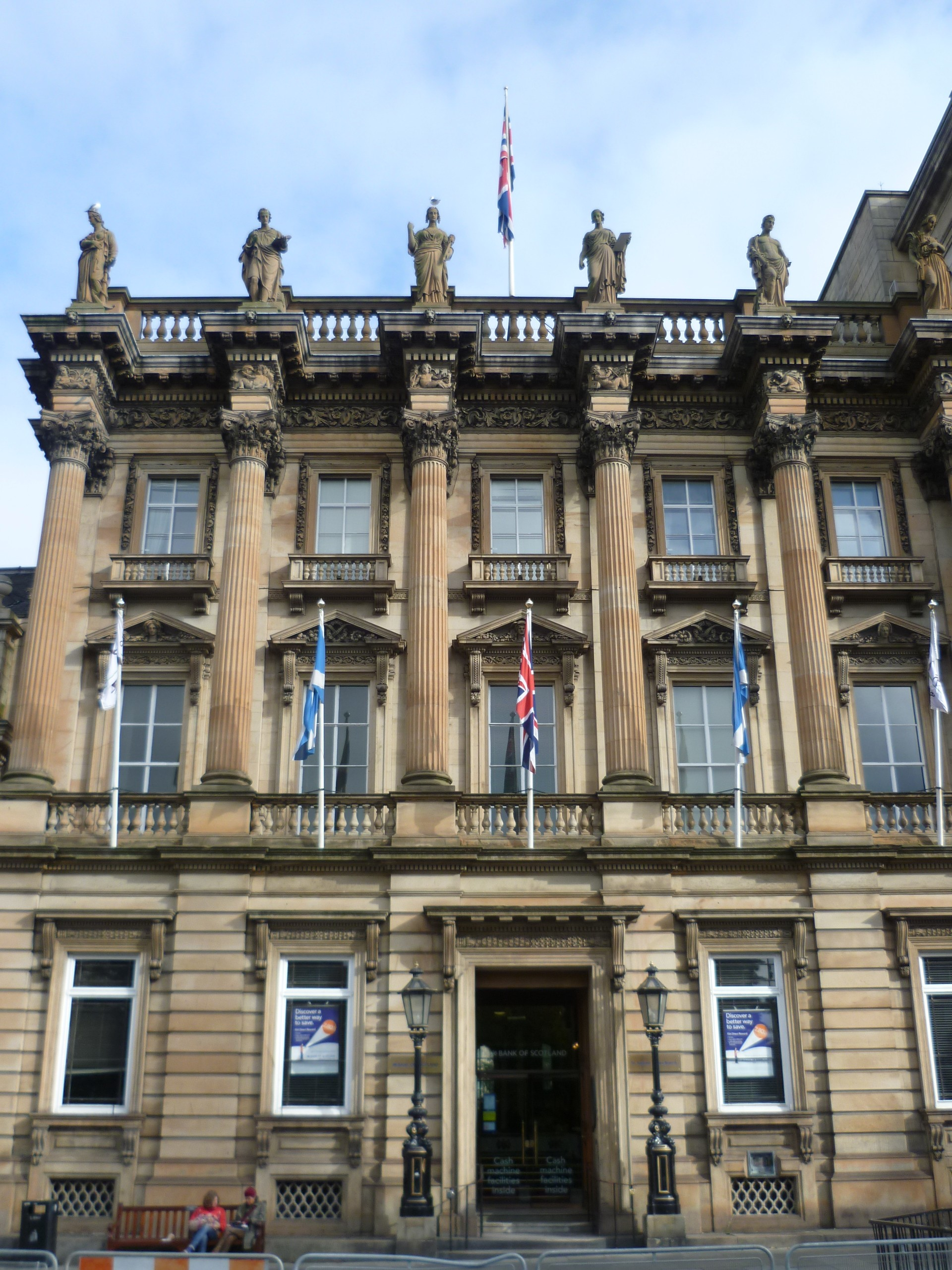
Ancienne British Linen bank, place Saint-André
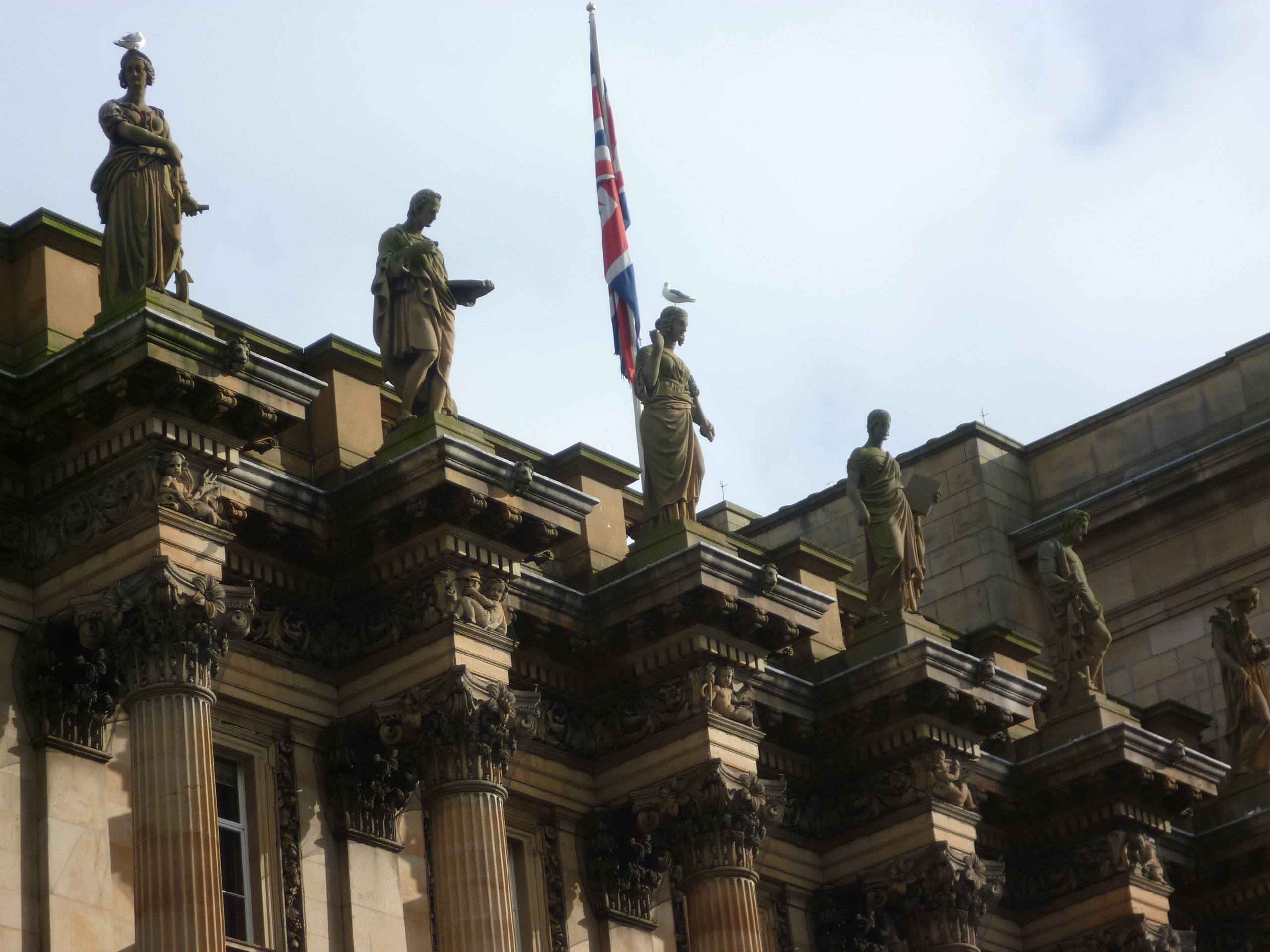
Statues sur le bâtiment de la British Linen Bank
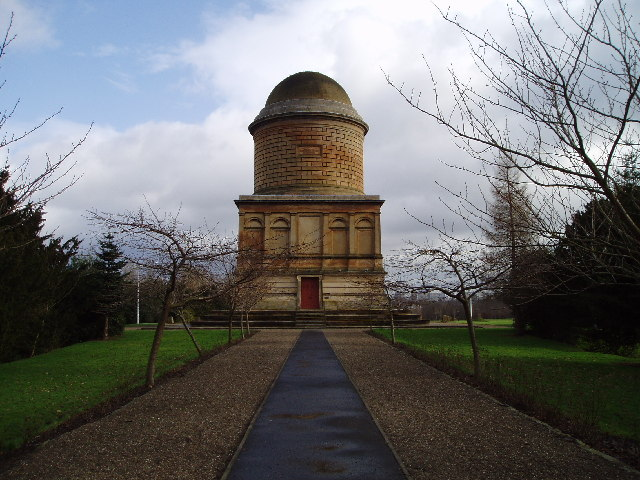
Mausolée de Hamilton, extérieur
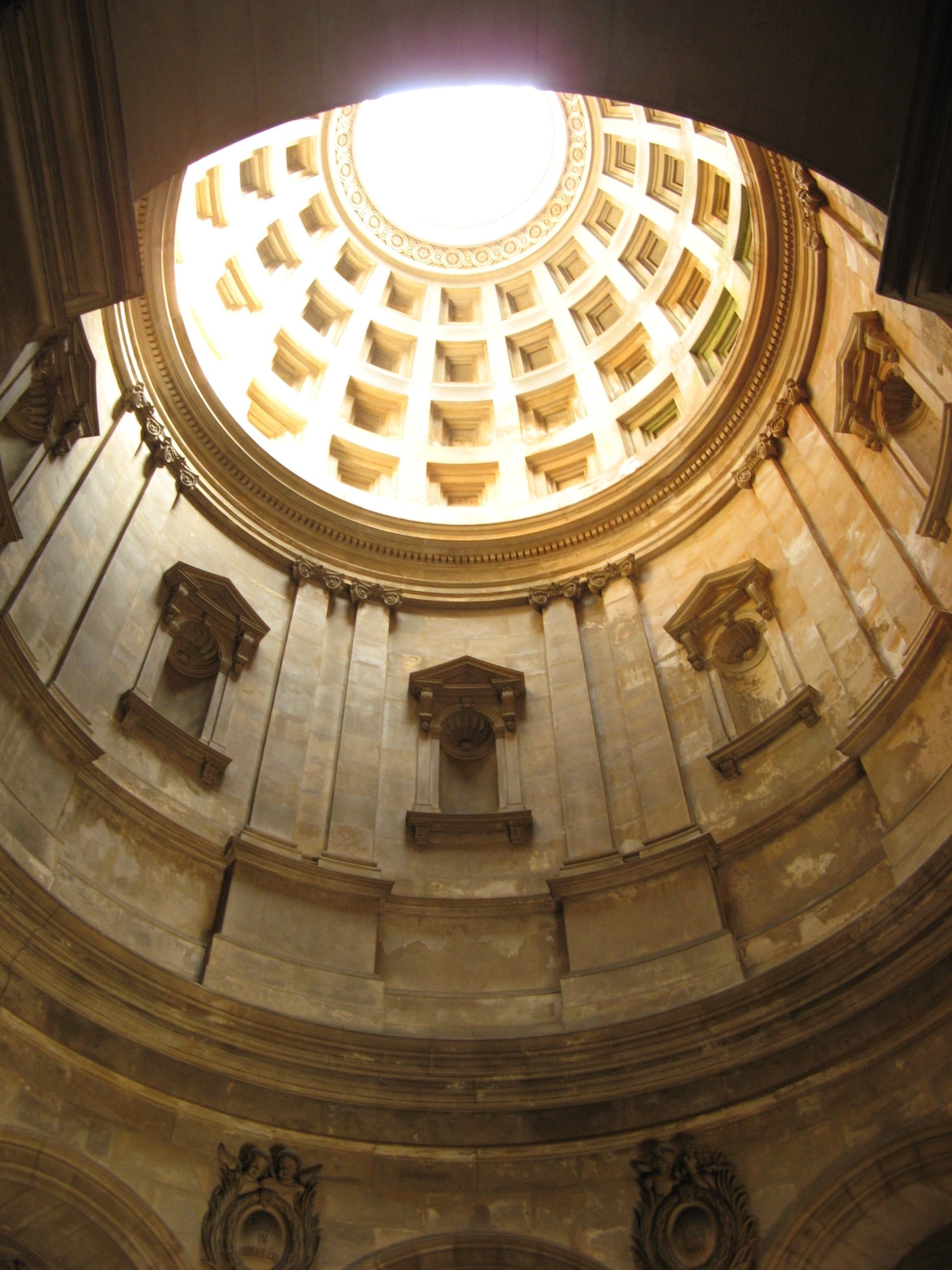
Mausolée de Hamilton, intérieur
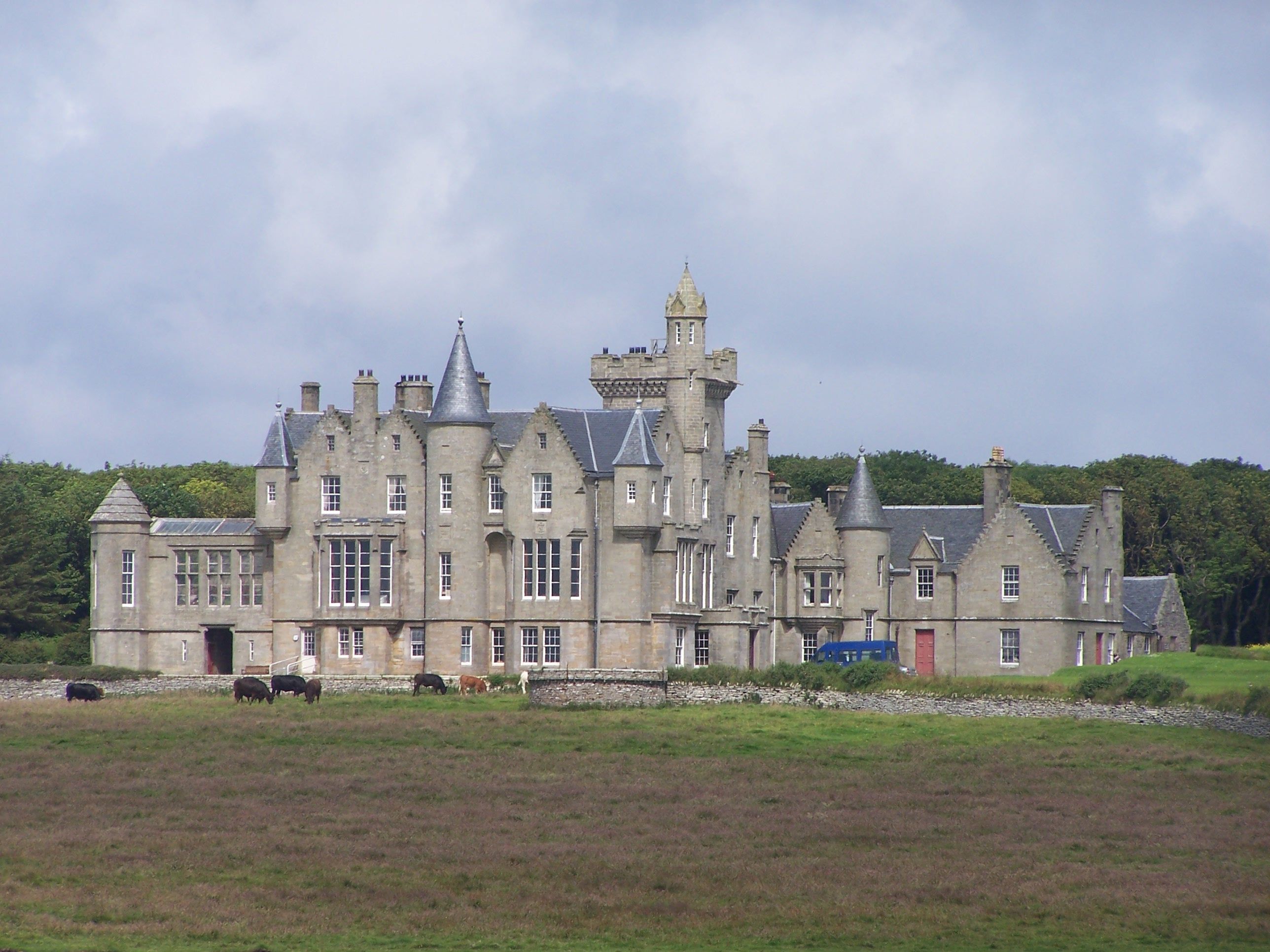
Château de Balfour
Kimmergham sous sa forme moderne
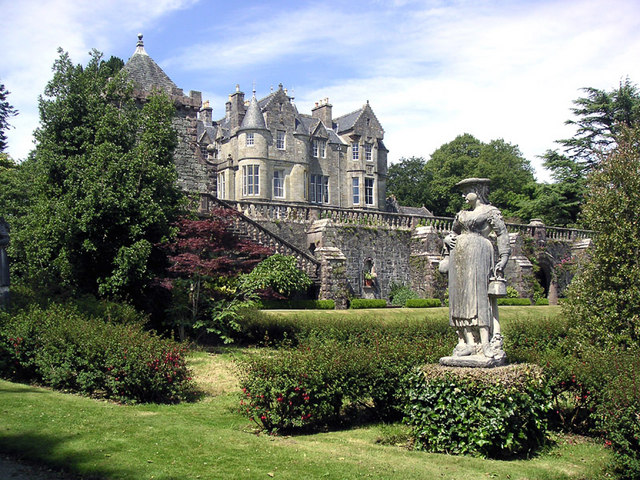
Château de Torosay,île de Mull
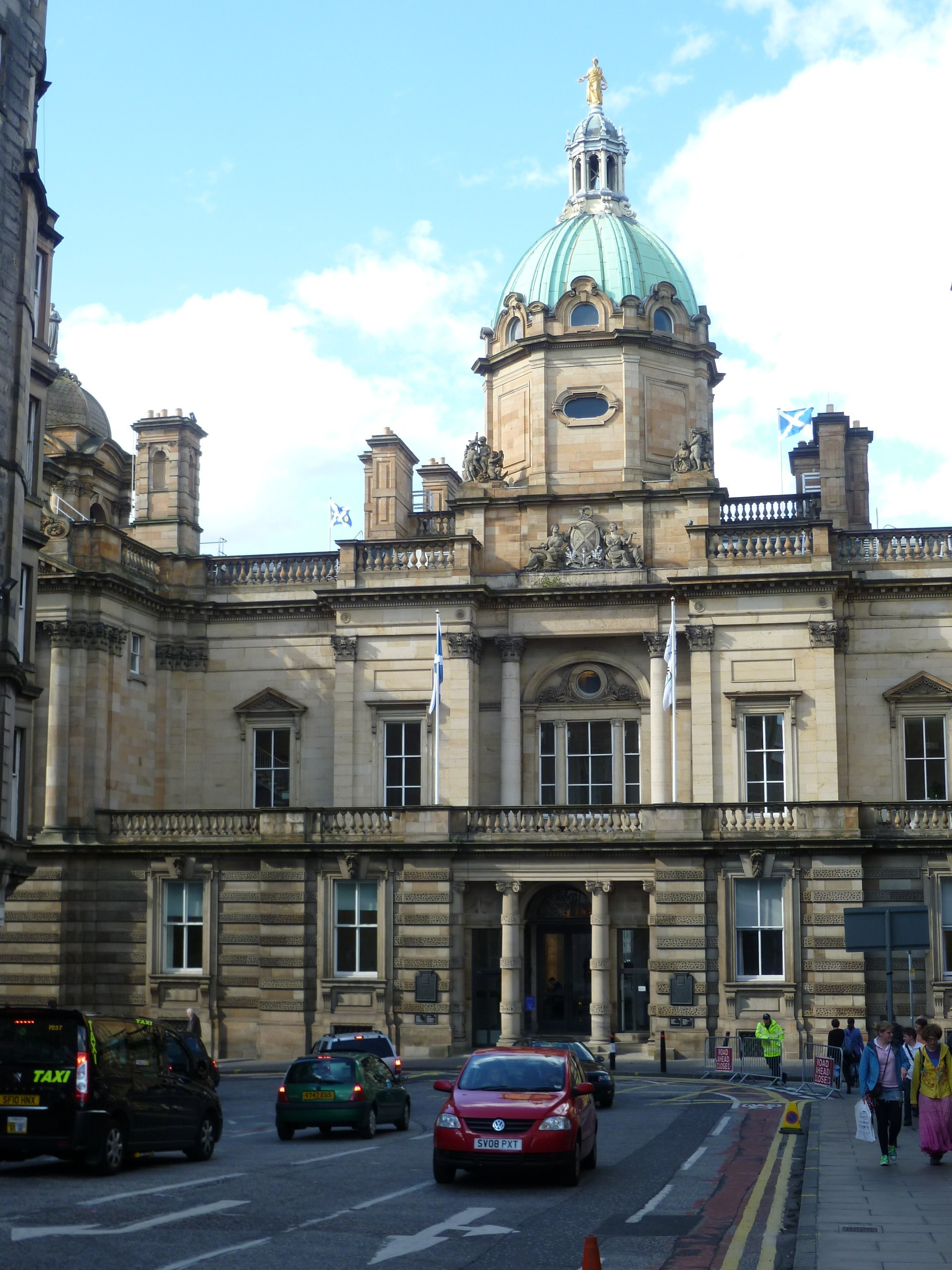
Siège social de la Banque d'Écosse
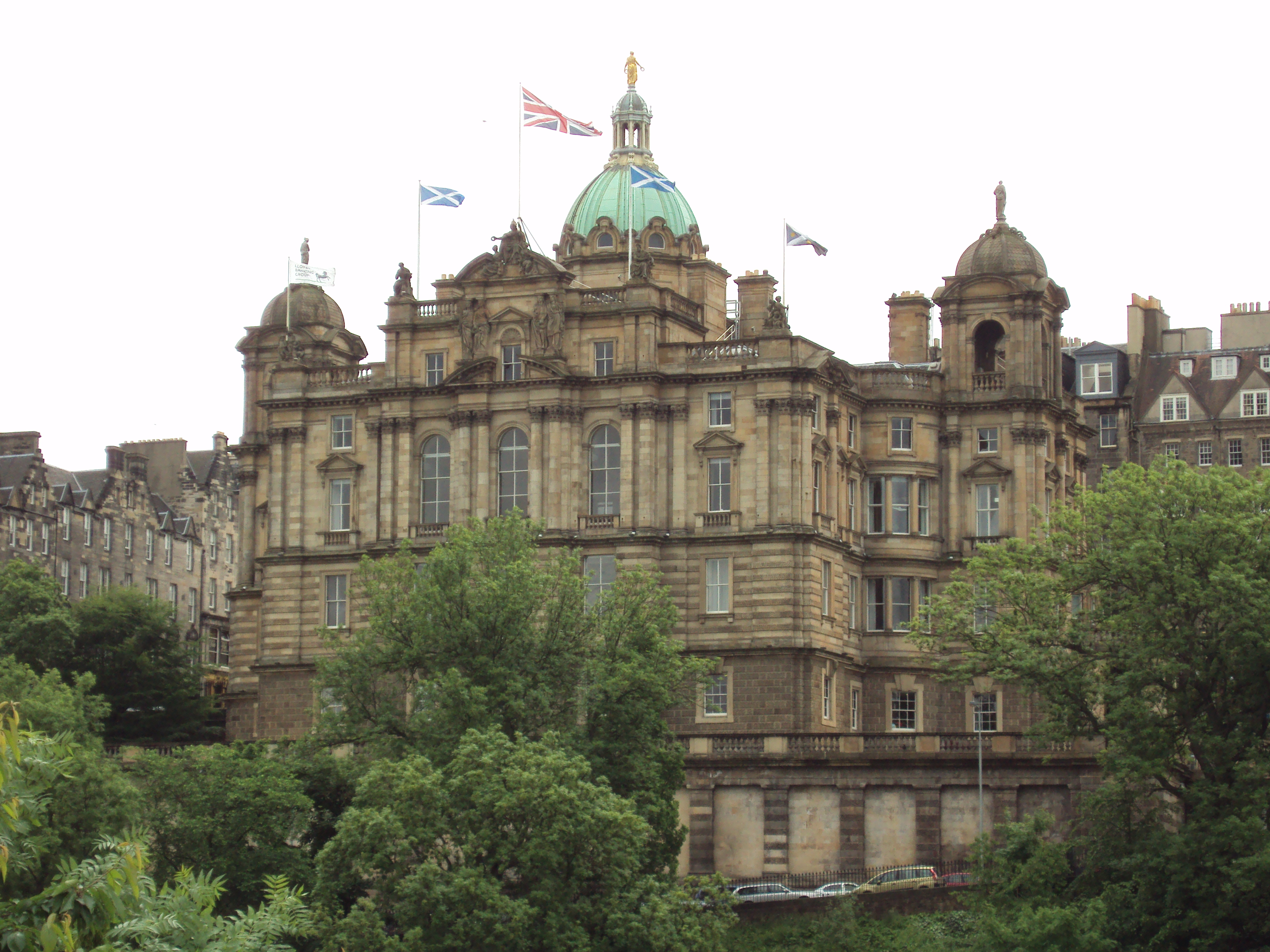
Siège social de la Bank of Scotland sur le monticule
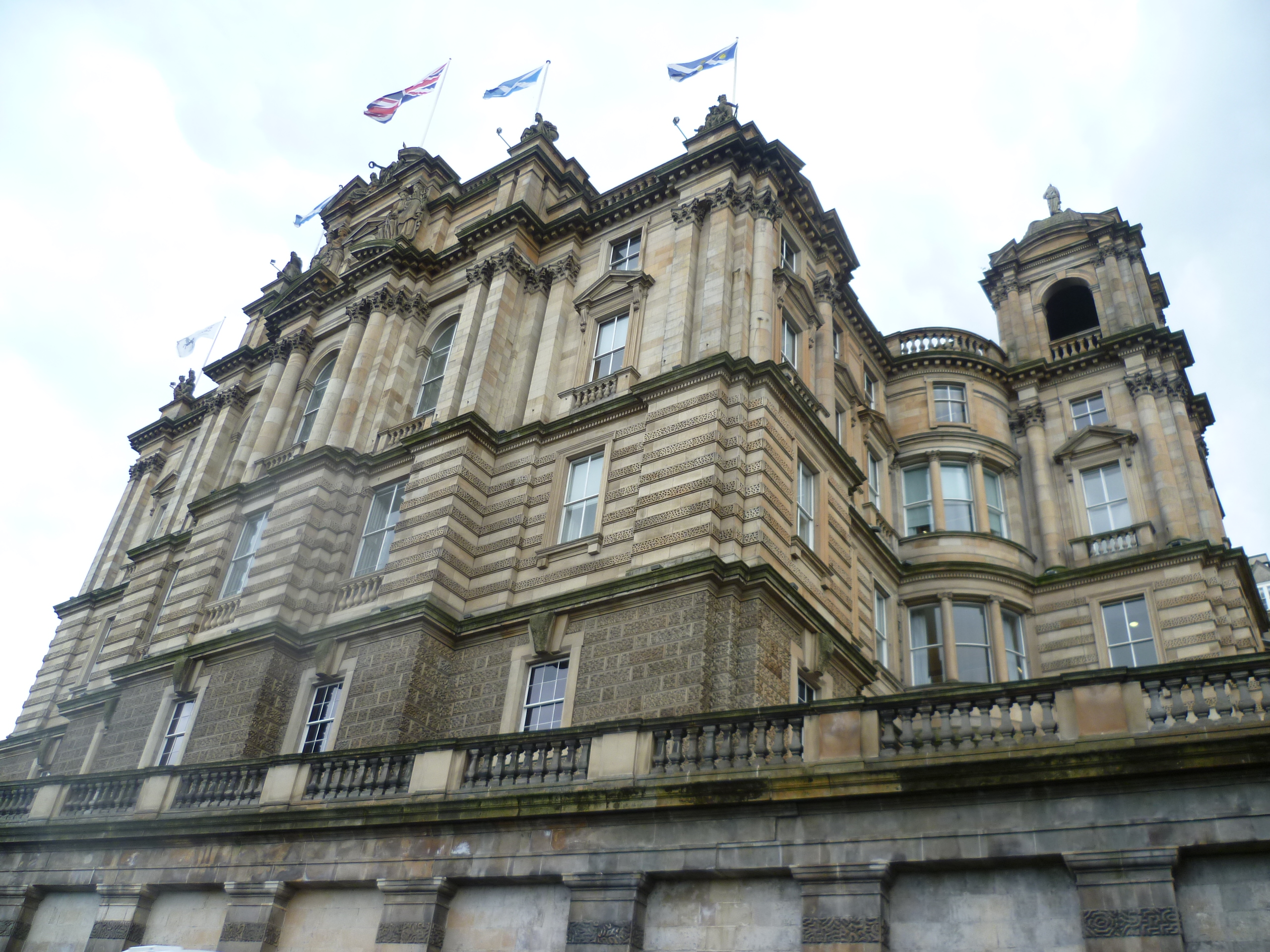
Siège social de la Bank of Scotland, vu de Market Street
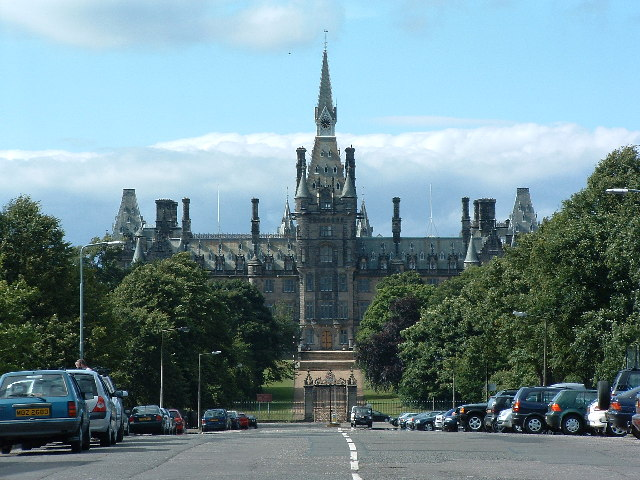
Collège Fettes, Édimbourg
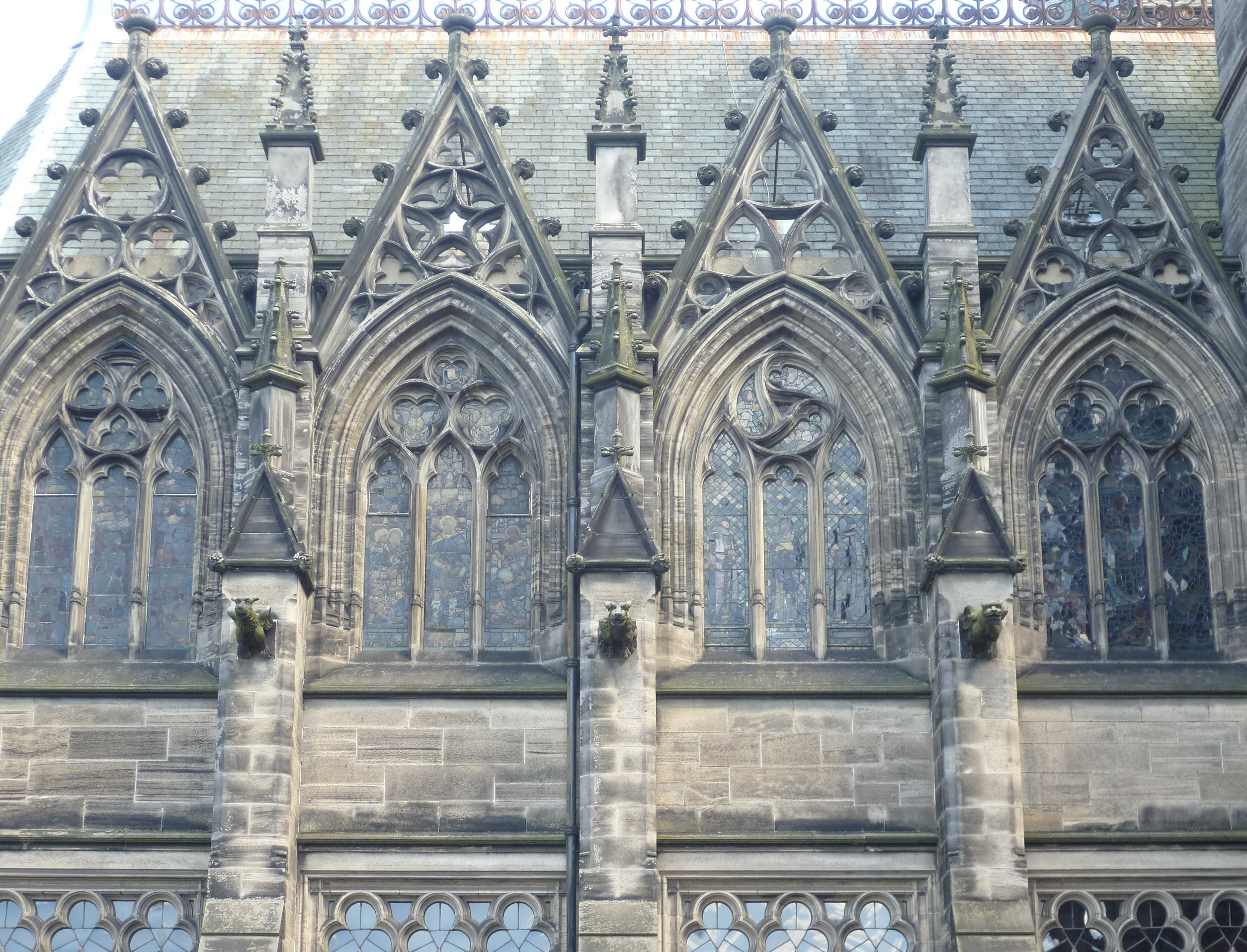
Détail de la chapelle du Collège Fettes
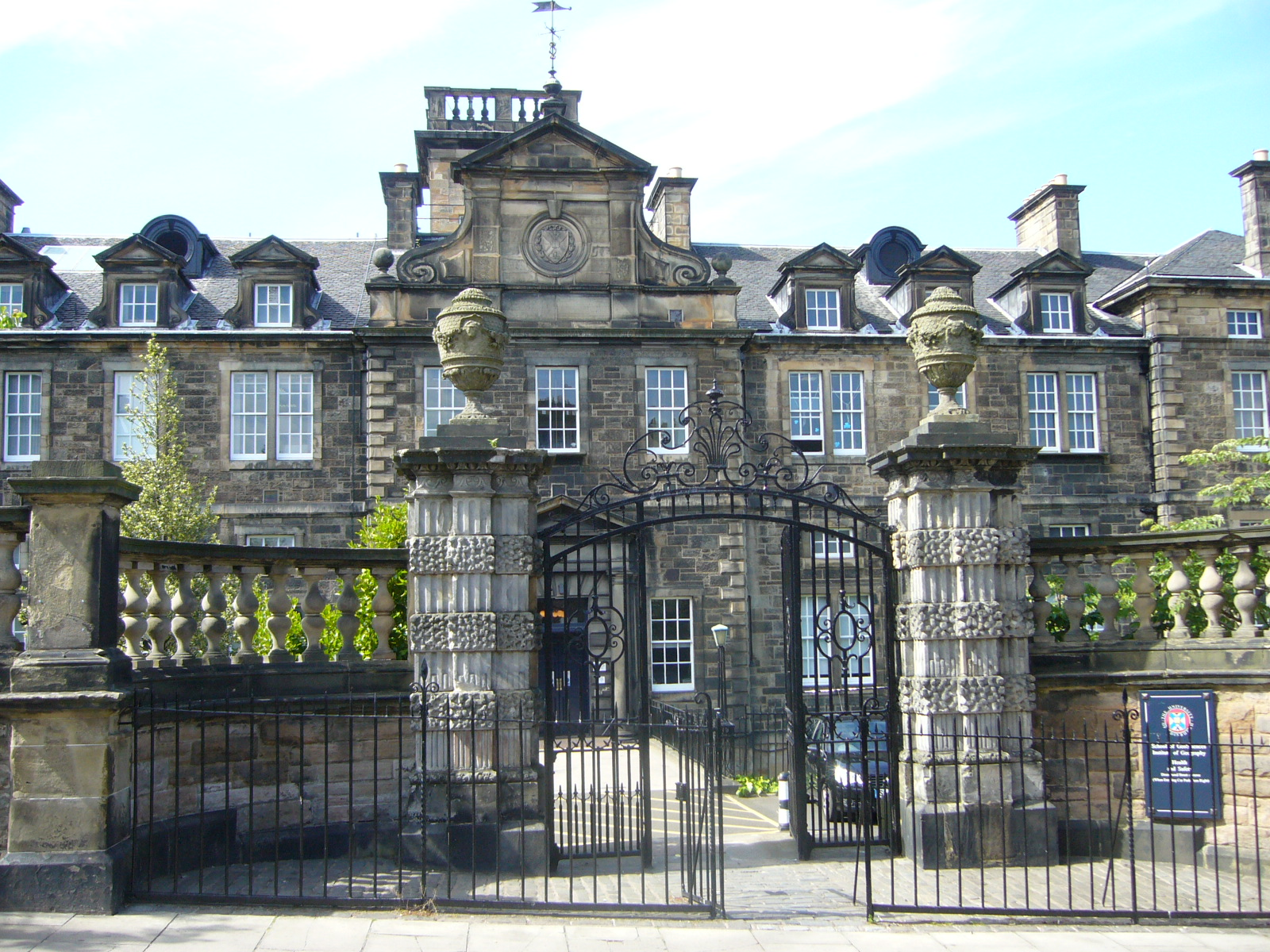
Hôpital chirurgical
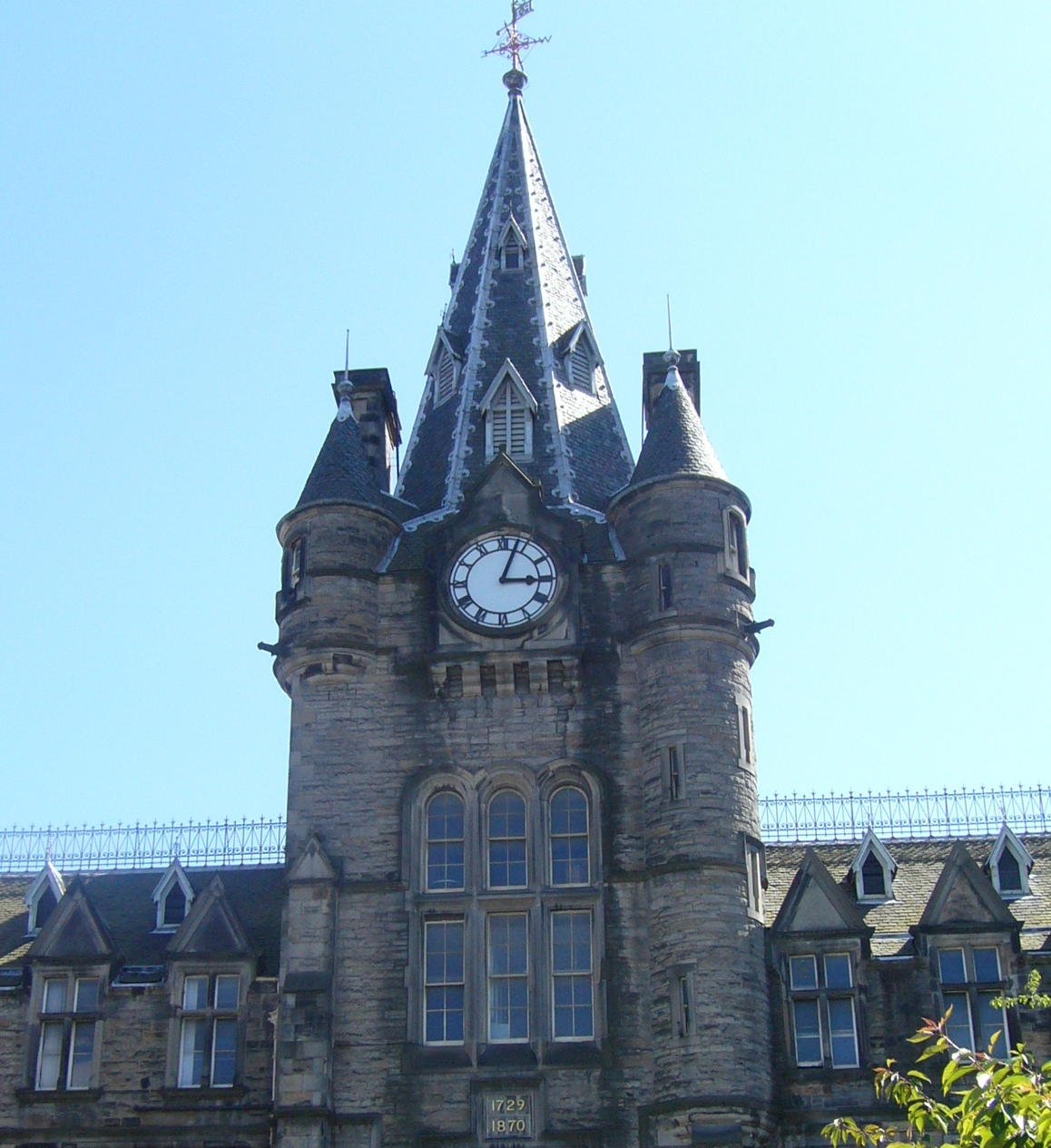
Tour de l'horloge de la Royal Infirmary, Édimbourg
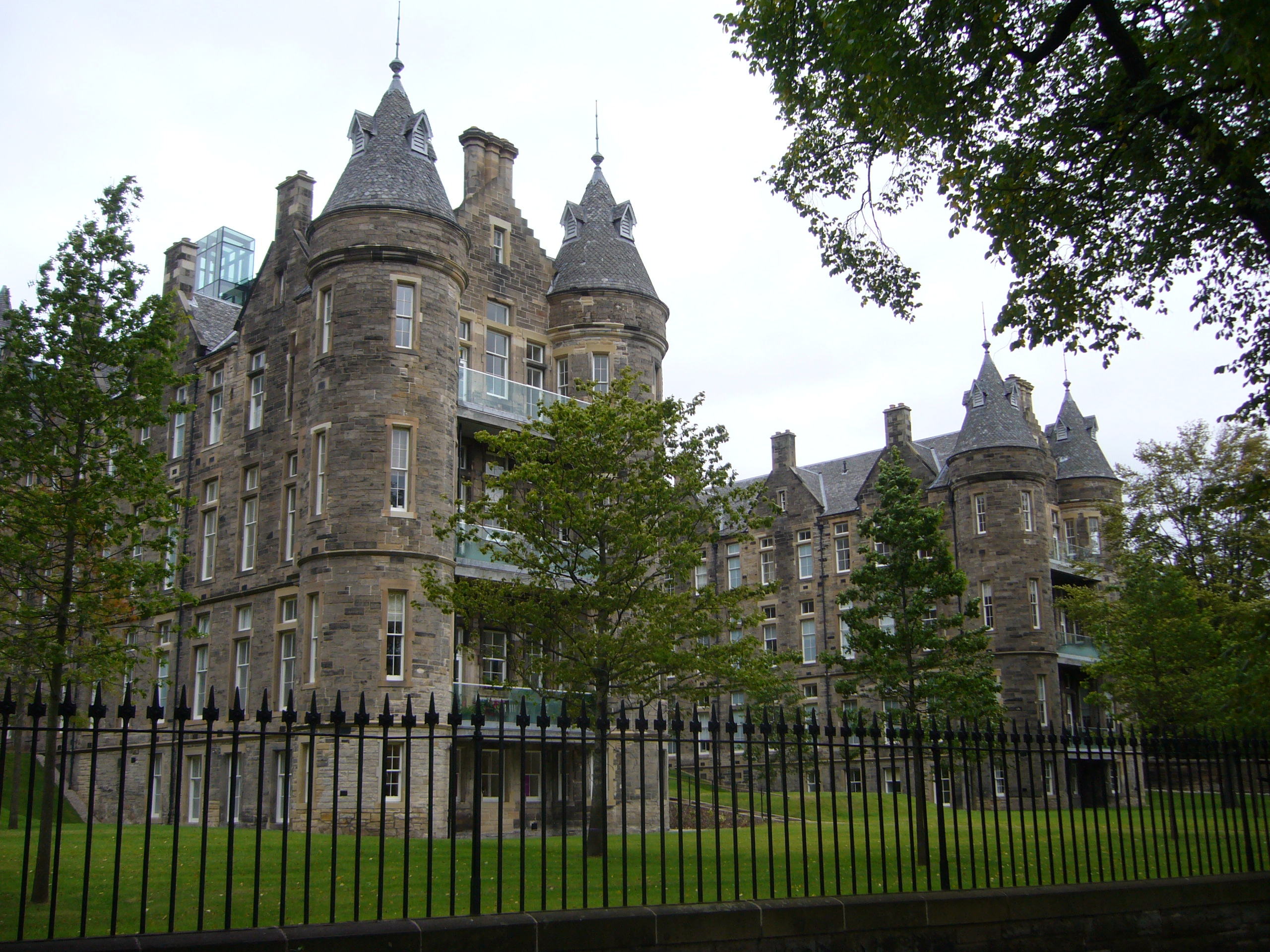
Services hospitaliers de l'Infirmerie Royale
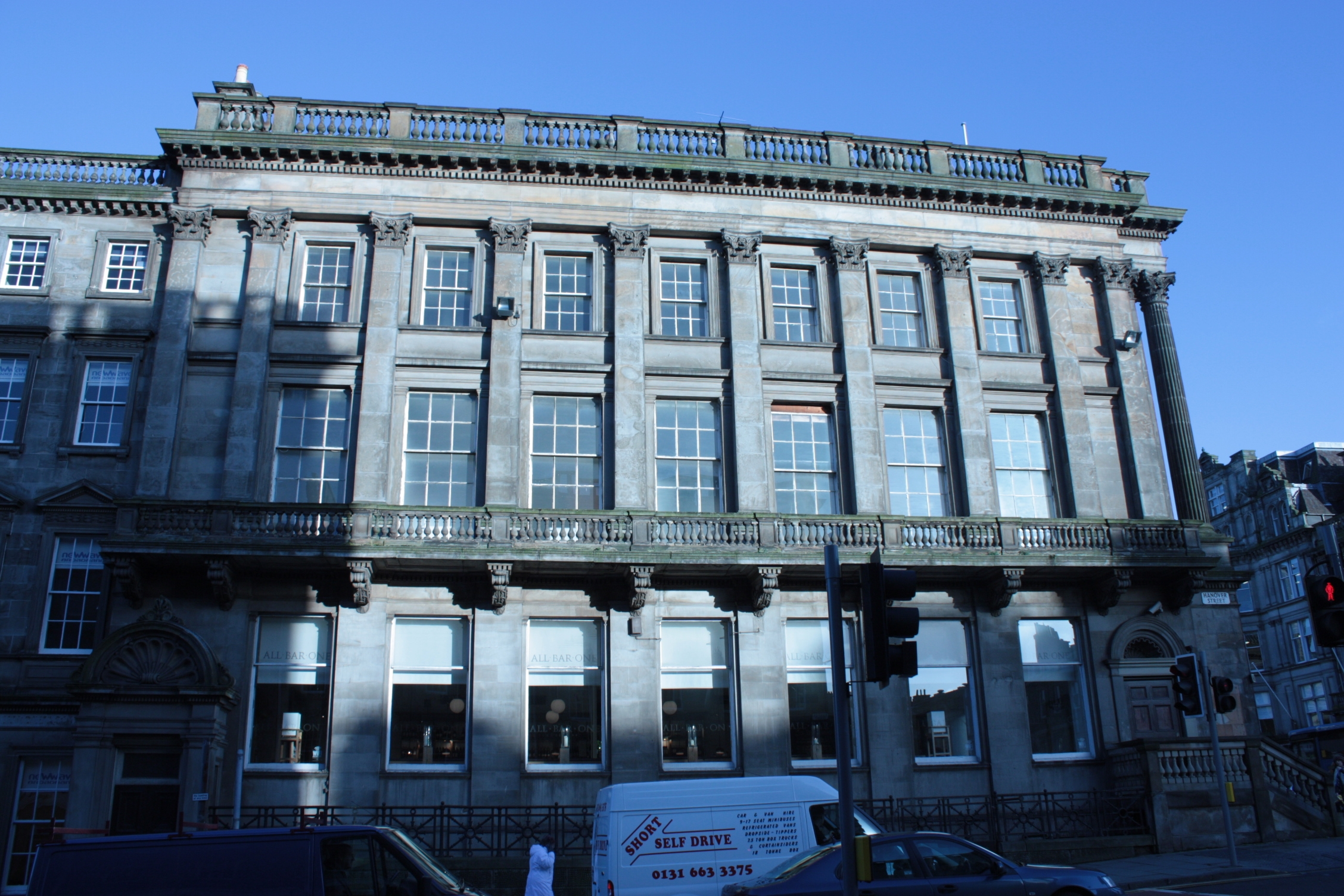
Bryce's Bank, à l'angle de George St et Hanover St Édimbourg
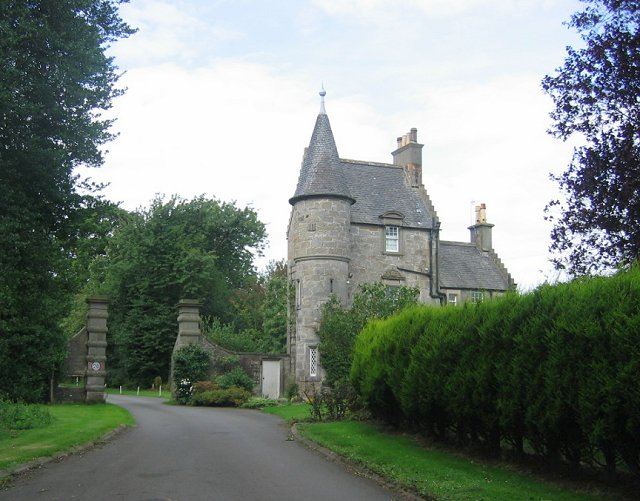
Poste de garde de Bryce à Newliston
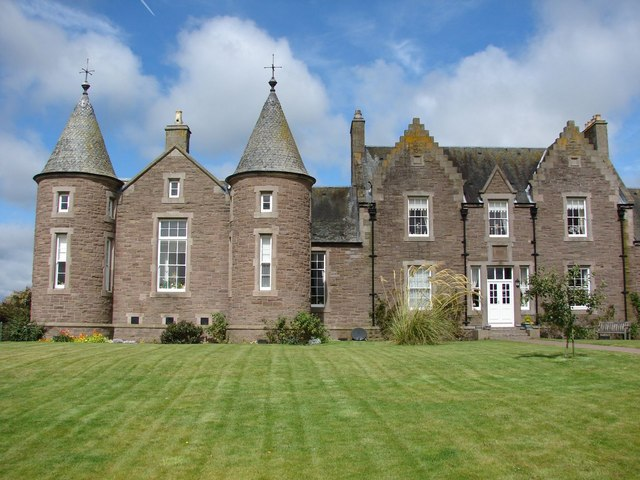
Hôpital Lockhart, Lanark